# Rinus de Vries
Marinus "Rinus" de Vries (Rotterdam, 10 april 1916 – 11 januari 2006) was een Nederlands voetballer.
De Vries kwam tussen 1934 en 1938 uit voor het eerste elftal van Feyenoord. Hij kwam in totaal vier keer voor deze club uit, waarin hij één keer scoorde. Hij speelde als rechtsbuiten. Na Feyenoord ging hij spelen voor stadsgenoot Sparta. Later had hij lange tijd een sigarenwinkel en was zijn winkel het enige verkooppunt voor de voorverkoop van kaarten voor Feyenoord.